# عقلة الإصبع
عقلة الإصبع (بالفرنسية: Le petit Poucet)، (بالإنجليزية: Hop-o'-My-Thumb)، حكاية خرافية شهيرة ألفها الكاتب شارل بيرو ونشرت عام 1697 في مجموعة حكايات من الماضي.

## ملخص القصة

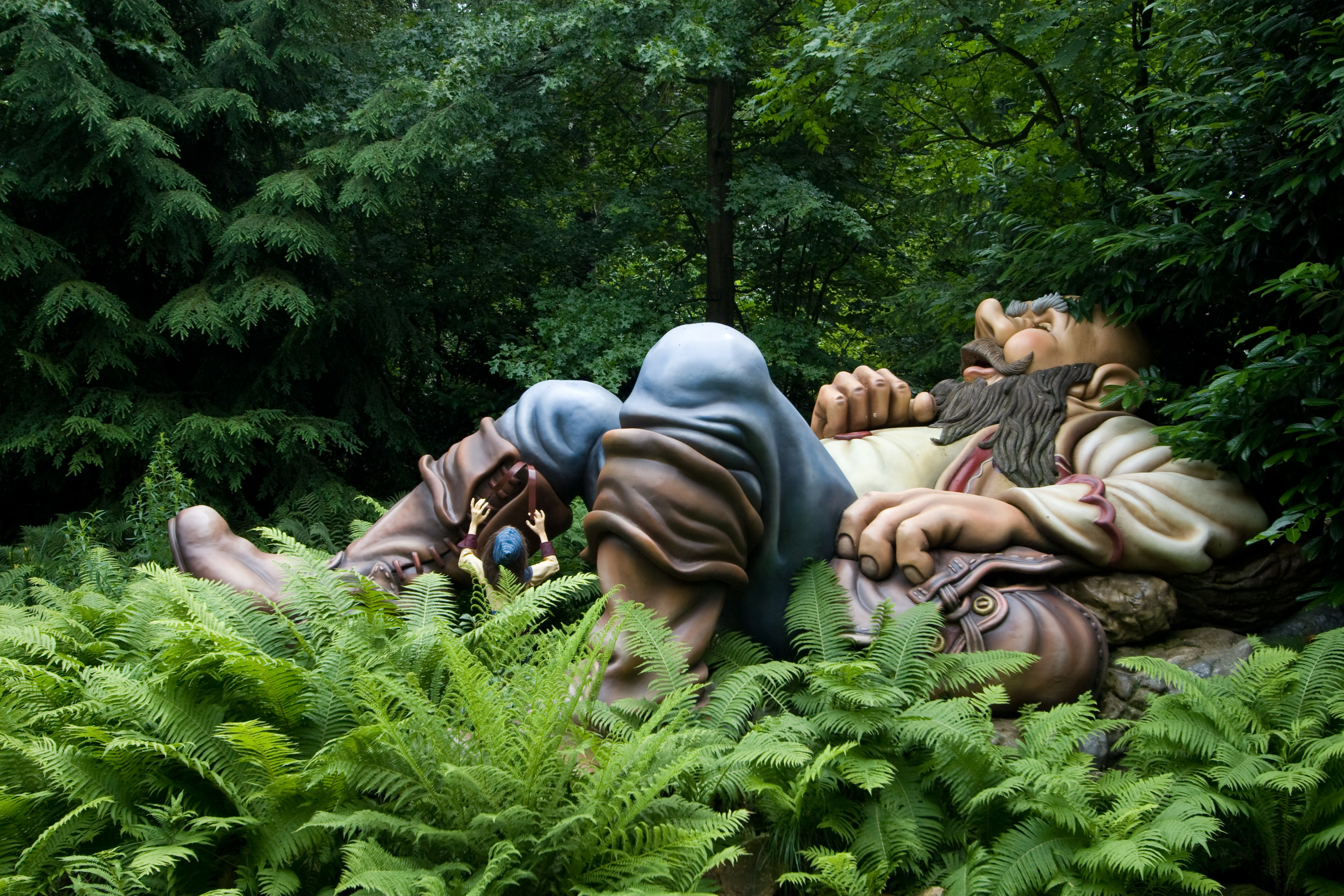
عقلة الإصبع برفقة العملاق.

تتلخص أسطورة عقلة الإصبع في حطَّاب كانت زوجته ولودا نثورا فتضع التوائم مما ضيق الحال عليه حيث صار لديه سبعة أولاد أكبرهم في العاشرة وأصغرهم الذي في السابعة دميم ضئيل كما الإصبع فسماه الأصيبع ورغم أنه كان أذكى الأولاد إلا أنه أتعب والديه هو وإخوانه من قلة الطعام المتوفر، فاتفق الوالدان ليلا على نبذ الأولاد في الغابة حتى لا يشاهدوا عذابهم البطيء في الموت من الجوع، وسمعهما الأصيبع، فاحتال للأمر وذهب فملأ جيوبه بحصى الشاطئ، ولما حل الليل سار الأبوان بالأطفال فصار الأصيبع يلقي الحصى كل بضع خطوات ليحفظ خط العودة بإخوانه إلى البيت من نفس الطريق، فلما تركهم أبواهم في الغابة بكى الأطفال فأسكتهم الأصيبع وأعادهم إلى بيت أبويهم متتبعًا تلك الحصى التي كان يلقيها فرجعو للبيت سالمين، ثم في الليلة التالية أخذاهم فجأة فلم يجد الأصيبع سوى كسرة الخبز فقطعها في الطريق فأكلتها الطيور وضل الصغار سبيل العودة، ثم صعد الأصيبع شجرة فرأى نورا مضاءً كان لبيت الغول، فاستقبلتهم زوجة الغول في غرفة بناتها، فلما عاد الغول اشتم رائحتهم فأراد أكلهم، فرجته زوجته أن ينتظر حتى الصباح وكذلك فقد عرف الأصيبع ما يجري فأبدل قبعات إخوانه في الليل وهم نائمون جميعا بتيجان بنات الغول، فلما هجم الغول في الليل وقداشتبهت عليه الرائحة فأكل بناته وقد تسلل الأصيبع بإخوانه هربا فأدرك الغول ما فعل، فلحقهم بحذائه ذي السبع فراسخ، فالتجأوا لكهف صعب عليه دخوله فنام فوقه، فانسل الأصيبع وسرق حذاءه فراح به لزوجة الغول يخبرها أن الغول محبوس عند اللصوص ويطلبونه الفدية وقد أرسل مع الأصيبع الحذاء لتتأكد، فأعطتهم أموال الغول، فعاد الأصيبع بالمال مع إخوانه لبيت أبويهم وعاشوا سعداء.
وهناك نسخة عربية من هذه القصة كتبها الكاتب المصري نجيب محفوظ وتتخلص هذه القصة في أن هناك طفلين صغيرين يحلمان بزيارة أختهم التي تعيش مع زوجها في سيناء ومشاهدة البحر الأحمر وما فيه من الأسماك والشعب المرجانية، وعندما سافر إلى أخته الكبرى في سيناء ومعه أخته الصغرى، نام فحلم أنه صغير جدا ويجلس على ظهر حمامة هو وأخته وتجوب الحمامة بهم البحر الأحمر وهم ينظرون إليه من فوق ظهرها، لكن عقلة الإصبع وأخته يقعان من على ظهر الحمامة في البحر الأحمر، ويحدث أمر غريب وهو أن عقلة الإصبع يصبح قادرا على التنفس تحت الماء، ولكن أخته وقعت في مكان غير الذي وقع فيه عقلة الإصبع، فظل يبحث عنها وفي طريقه تقابله العديد من الأحداث والمفاجات ويرى الأسماك المختلفة ثم بعد ذلك يجد أخته ويكملوا رحلتهم تحت الماء، وتحدث العديد من الأحداث ثم تنتهي القصة بأن توقظه أخته من نومه فيستيقظ ويجد نفسه في الحديقة جالسا تحت الشجرة ويدرك أنه كان يحلم بكل ما رأى.